# Temporada 2001 del Campeonato Europeo de Turismos
La temporada 2001 del Campeonato Europeo de Turismos fue la 28ª temporada de esta competición y el primer Campeonato Europeo de Turismos desde 1988. El campeonato comenzó en Monza el 1 de abril y acabó después de diez pruebas en Estoril el 21 de octubre. El campeonato fue ganado por Fabrizio Giovanardi pilotando por Alfa Romeo.

## Pilotos y equipos
| No. | Piloto                   | Equipo                       | Coche             |
| --- | ------------------------ | ---------------------------- | ----------------- |
| 1   | Fabrizio Giovanardi      | Alfa Romeo Team Nordauto     | Alfa Romeo 156    |
| 2   | Nicola Larini            | Alfa Romeo Team Nordauto     | Alfa Romeo 156    |
| 3   | Romana Bernardoni        | Alfa Romeo Team Nordauto     | Alfa Romeo 156    |
| 3   | Yvan Muller              | Alfa Romeo Team Nordauto     | Alfa Romeo 156    |
| 4   | Gabriele Tarquini        | JAS Engineering Italia IP    | Honda Accord      |
| 5   | Fabrice Walfisch         | JAS Engineering Italia IP    | Honda Accord      |
| 6   | James Thompson           | JAS Engineering Italia IP    | Honda Accord      |
| 7   | Roberto Colciago         | AGS Motorsport               | Audi A4 quattro   |
| 8   | Max Pigoli               | AGS Motorsport               | Audi A4 quattro   |
| 8   | Alberto Radaelli         | AGS Motorsport               | Audi A4 quattro   |
| 9   | Angelo Lancelotti        | Conrero                      | Alfa Romeo 156    |
| 10  | Enrico Toccacelo         | Conrero                      | Alfa Romeo 156    |
| 10  | Salvatore Deplano        | Conrero                      | Alfa Romeo 156    |
| 10  | Giovanni Gulinelli       | Conrero                      | Alfa Romeo 156    |
| 10  | Ettore Bonaldi           | Conrero                      | Alfa Romeo 156    |
| 11  | Gianluca Roda            | Greyhound Motorsport         | Opel Vectra       |
| 12  | Sergio Sambataro         | Racing Box                   | Audi A4 quattro   |
| 14  | Heinrich Symanzick       | Raceline Racing Team         | Opel Vectra       |
| 15  | Paolo Zadra              | Max Team                     | BMW 320i          |
| 16  | Éric Cayrolle            | Max Team                     | BMW 320i          |
| 18  | Sandro Sardelli          | PRO Motorsport               | Nissan Primera GT |
| 19  | Mikko Lempinen           | Lehtonen Motorsport          | Audi A4 quattro   |
| 20  | Gianluca de Lorenzi      | GDL Racing                   | BMW 320i          |
| 21  | Moreno Soli              | GDL Racing                   | BMW 320i          |
| 21  | Nelson Clemente          | GDL Racing                   | BMW 320i          |
| 22  | Antonio Materia          | Antonio Materia              | BMW 320i          |
| 23  | Guido Lucchetti Cigarini | P.S.G.R. - Nath Racing       | Audi A4 quattro   |
| 24  | Jan Nilsson              | Volvo S40 Racing Team Sweden | Volvo S40         |
| 25  | Jens Edman               | Volvo S40 Racing Team Sweden | Volvo S40         |
| 26  | Carl Rosenblad           | Crawford Nissan Racing       | Nissan Primera GT |
| 27  | Marcus Gustavsson        | Crawford Nissan Racing       | Nissan Primera GT |
| 29  | Matt Neal                | RJN Motorsport               | Nissan Primera GT |
| 30  | Stefano Valli            | GDL Racing                   | BMW 320i          |
| 31  | Felipe Massa             | Alfa Romeo Team Nordauto     | Alfa Romeo 156    |
| 32  | Tobias Johansson         | Brovallen Motorsport         | Audi A4 quattro   |

## Calendario 2001
| Carrera | Fecha            | País            | Circuito                   | Piloto ganador      |
| ------- | ---------------- | --------------- | -------------------------- | ------------------- |
| 1       | 1 de abril       | Italia          | Monza                      | Nicola Larini       |
| 2       | 1 de abril       | Italia          | Monza                      | Gabriele Tarquini   |
| 3       | 16 de abril      | República Checa | Brno                       | Nicola Larini       |
| 4       | 16 de abril      | República Checa | Brno                       | Fabrizio Giovanardi |
| 5       | 1 de mayo        | Francia         | Magny-Cours                | Gabriele Tarquini   |
| 6       | 1 de mayo        | Francia         | Magny-Cours                | Roberto Colciago    |
| 7       | 13 de mayo       | Reino Unido     | Silverstone                | Gabriele Tarquini   |
| 8       | 13 de mayo       | Reino Unido     | Silverstone                | Gabriele Tarquini   |
| 9       | 20 de mayo       | Bélgica         | Zolder                     | Gabriele Tarquini   |
| 10      | 20 de mayo       | Bélgica         | Zolder                     | Fabrizio Giovanardi |
| 11      | 1 de julio       | Hungría         | Mogyoród                   | Fabrizio Giovanardi |
| 12      | 1 de julio       | Hungría         | Mogyoród                   | Roberto Colciago    |
| 13      | 26 de agosto     | Austria         | Spielberg                  | Gabriele Tarquini   |
| 14      | 26 de agosto     | Austria         | Spielberg                  | Gabriele Tarquini   |
| 15      | 9 de septiembre  | Alemania        | Nürburg                    | Nicola Larini       |
| 16      | 9 de septiembre  | Alemania        | Nürburg                    | Fabrice Walfisch    |
| 17      | 30 de septiembre | España          | San Sebastián de los Reyes | Gabriele Tarquini   |
| 18      | 30 de septiembre | España          | San Sebastián de los Reyes | Gabriele Tarquini   |
| 19      | 21 de octubre    | Portugal        | Estoril                    | Yvan Muller         |
| 20      | 21 de octubre    | Portugal        | Estoril                    | Matt Neal           |

## Resultados del Campeonato

### Pilotos
Sistema de Puntos: 40-35-32-30-28-26-24-23-22, etc. para los treinta primeros clasificados.

### Constructores
| Pos. | Constructor | Coche                         | Victorias | Puntos |
| ---- | ----------- | ----------------------------- | --------- | ------ |
| 1    | BMW         | BMW 320i                      | 9         | 273    |
| 2    | Alfa Romeo  | Alfa Romeo 156                | 8         | 237    |
| 3    | SEAT        | SEAT Toledo Cupra & SEAT León | 3         | 185    |
| 4    | Chevrolet   | Chevrolet Lacetti             | 0         | 68     |
| 5    | Ford        | Ford Focus                    | 0         | 14     |

- Datos: Q841808